# Юхимович Василь Лукич
Васи́ль Луки́ч Юхимо́вич  (12 липня 1924 — 20 липня 2002) — радянський та український поет і журналіст. Заслужений діяч мистецтв України (1999).

## Біографія
Народився 12 липня 1924 р. в с. Сингаї Коростенського району Житомирської області. Учасник війни.
Трудову діяльність розпочав 1949-го в газеті «Більшовик транспорту» у м. Полтава.
1956-закінчив Вінницький педагогічний інститут.
Працював у редакціях газет «Зоря Полтавщини» та «Вінницька правда».
З 1960 по 1988 рік працював у журналі «Україна» — завідуючим відділом літератури та мистецтва, заступником головного редактора.
Був активним членом міжнародної громадської організації «Земляцтво житомирян» у м. Києві та Міжнародного доброчинного фонду «Українська хата».

## Творчість
З 1956 р. — член Спілки письменників.
Автор більше як 20 книг поезій, гумору, присвят.
Був активним автором газет: «Освіта», «Хата».

## Твори
Збірки поезій:
- «Матері» (1955),
- «Вікно у світ» (1960),
- «З клекоту літ» (1962)
- «Не пройду стороннім»
- «Вікно у світ»
- «Зоряна балада»
- «Чорно-білі листівки»
- «Юності цвіт»
- «Подорожники»
- «Вибране»
- «Ровесники гроз»
- «Кличу перепілку»

Книги гумористичних віршів:
- «Який Яків — така й дяка» (1960),
- «Весілля з квитанцією» (1966),
- «Євангеліє від Лукича» (1971),
- «Виводок жар-птиці» (1975).

Автор збірок щедрівок «Щедрий вечір» (1964) і весільних пісень (1969) та ін.
Написав слова до популярних пісень: «А льон цвіте», «Журавка», «Їхав я по гравію».
Автор книги присвят «Ім'я за ім'ям»(2005).

## Нагороди і відзнаки
Заслужений працівник культури, заслужений діяч мистецтв Украïни.

Нагороджений медалями та Почесними грамотами Президіï Верховноï Ради Украïнської РСР та Чуваськоï АРСР.
Лауреат літературних премій: «Пам'ять» та преміï імені Остапа Вишні.

## Літературна премія імені Василя Юхимовича
Головним редактором газети «Вечірній Коростень», членом Національної спілки журналістів України та Національної спілки письменників України Віктором Васильчуком засновано Літературну премію імені Василя Юхимовича.